# The Dream of the Blue Turtles
Albums de Sting
Bring on the Night
(1986)
The Dream of the Blue Turtles est le premier album studio de la carrière solo de Sting sorti en 1985, soit un an après la séparation de son ancien groupe The Police. Sting voulait que ses fans le voient davantage que comme un simple membre de The Police[réf. nécessaire], comme en témoigne le contraste soudain et intentionnel de style musical par rapport à celui de son ancien groupe. 
L'album contient les singles If You Love Somebody Set Them Free (son premier hit) et Russians. Le défi de cet album, outre le fait qu'il était le premier de Sting en solo, résidait dans le fait que tous ses musiciens étaient issus du jazz alors que Sting était surtout reconnu comme un artiste pop et rock. Mais comme le fait remarquer Sting lui-même dans le film Bring on the night (1986), avant de jouer avec The Police, il fut contrebassiste pour un ensemble de jazz soit le Newcastle Big Band en 1972 puis il joua la basse par la suite avec un autre groupe jazz, Last Exit en 1974.

## Liste des titres
Toutes les titres sont écrits par Sting sauf Russians.
1. If You Love Somebody Set Them Free – 4:14
2. Love Is the Seventh Wave – 3:30
3. Russians (Prokofiev, Sting) – 3:57
4. Children's Crusade – 5:00
5. Shadows in the Rain – 4:56
6. We Work the Black Seam – 5:40
7. Consider Me Gone – 4:21
8. The Dream of the Blue Turtles – 1:15
9. Moon over Bourbon Street – 3:59
10. Fortress Around Your Heart – 4:48

## Musiciens
- Sting – chant, guitare électrique, Synclavier, contrebasse sur Moon over Bourbon Street
- Kenny Kirkland – claviers
- Branford Marsalis – saxophone soprano et ténor, clarinette, percussions
- Darryl Jones – basse
- Omar Hakim – batterie
- Dollette McDonald - chœurs
- Janice Pendarvis - chœurs

### Musiciens additionnels
- Pete Smith - chœurs additionnels
- Danny Quatrochi - chœurs additionnels, Synclavier
- Elliot Jones - chœurs additionnels
- Jane Alexander - chœurs additionnels
- Vic Garbarini - chœurs additionnels
- The Nannies Chorus - chœurs additionnels
- Rosemary Purt - chœurs additionnels
- Stephanie Crewdson - chœurs additionnels
- Joe Sumner - chœurs additionnels
- Kate Sumner - chœurs additionnels
- Michael Sumner - chœurs additionnels
- Eddy Grant - congas sur Consider Me Gone
- Frank Opolko - trombone sur Love Is the Seventh Wave
- Robert Ashworth - guitare additionnelle